# Marco Lacarra
Marco Lacarra (Bari, 4 agosto 1962) è un politico italiano, dal 23 marzo 2018 deputato alla Camera per il Partito Democratico.

## Biografia
Si è laureato in giurisprudenza e svolge la professione di avvocato civilista.

### Attività politica
Milita nello PSDI fin dalla sua adolescenza, grazie al padre Giuseppe Lacarra, ex assessore nella Giunta di Enrico Dalfino ed ex senatore nel Partito socialdemocratico. Nel 1998 aderisce ai Democratici di sinistra, candidandosi alle elezioni comunali di Bari del 1999 nella VIII Circoscrizione di Bari, senza risultare eletto. Nel 2004 si ricandida alle elezioni amministrative del 2004 e viene eletto al consiglio comunale a Bari, sotto l'amministrazione di Michele Emiliano in cui è stato presidente della Commissione consiliare per i lavori pubblici, venendo poi rieletto alla successiva tornata elettorale del 2009, e diventando assessore ai lavori pubblici e sicurezza dei cantieri fino al 2014.
Nel 2007 aderisce al neonato Partito Democratico (PD), ricoprendo l'incarico di coordinatore cittadino dal 2008 al 2010.
Alle elezioni amministrative del 2014 viene eletto per la terza volta consigliere comunale, e successivamente nominato, dal neo-sindaco di Bari Antonio Decaro, responsabile cittadino del progetto Bari Smart City.
Alle elezioni regionali in Puglia del 2015 si candida tra le liste del PD, a sostegno della mozione di Michele Emiliano, venendo eletto con 14.396 preferenze nella circoscrizione di Bari in consiglio regionale della Puglia.
Al referendum sulla proroga delle concessioni di estrazione di idrocarburi entro le 12 miglia marine esprime il voto "scheda bianca", e non fa campagna elettorale.
Dal 2016 al 2023 è stato segretario regionale del Partito Democratico in Puglia, venendo succeduto dall'ex vicepresidente del PD Domenico De Santis.

#### Elezione a deputato
Alle elezioni politiche del 2018 si candida alla Camera dei deputati sia nel collegio uninominale Puglia - 01 (Bari), sostenuto dalla coalizione di centro-sinistra in quota PD, che come capolista del PD nel collegio plurinominale Puglia - 01, risultando nell'uninominale sconfitto dall'esponente del Movimento 5 Stelle Paolo Lattanzio e superato dal candidato del centro-destra, in quota Forza Italia, Antonella Roselli, mentre nel plurinominale eletto deputato. Nel corso della XVIII legislatura è stato vicepresidente della Commissione parlamentare d'inchiesta sulla morte di David Rossi e componente della 10ª Commissione attività produttive, commercio e turismo, della 11ª Commissione Lavoro pubblico e privato, della 6ª Commissione Finanze, in sostituzione del Ministro per gli affari regionali e le autonomie nel governo Conte II Francesco Boccia, della Commissione parlamentare per la semplificazione e del Comitato di vigilanza sull'attività di documentazione.
Alle elezioni politiche anticipate del 2022 viene ricandidato alla Camera dei deputati, per la lista elettorale Partito Democratico - Italia Democratica e Progressista come capolista nel collegio plurinominale Puglia - 02, venendo rieletto deputato. Nella XIX legislatura è segretario della Giunta per le autorizzazioni e del Comitato parlamentare per i procedimenti di accusa, oltreché componente della 2ª Commissione Giustizia e del Collegio d'Appello.
Alle elezioni primarie del PD del 2023 sostiene la mozione di Stefano Bonaccini, presidente della Regione Emilia-Romagna dal 22 dicembre 2014, ma che risulterà perdente venendo sconfitto dalla deputata del PD Elly Schlein.